# 東森電視
東森電視事業股份有限公司（英語：Eastern Broadcasting Co., Ltd.，EBC），簡稱EBC、東森電視，是台灣茂德國際旗下的有線電視媒體，1991年公司成立，1995年9月正式開播，旗下現有EBC東森新聞台、EBC東森電影台、EBC東森洋片台、EBC東森戲劇台、EBC東森綜合台、EBC YoYo、EBC東森超視、EBC東森財經新聞台頻道。

## 歷史

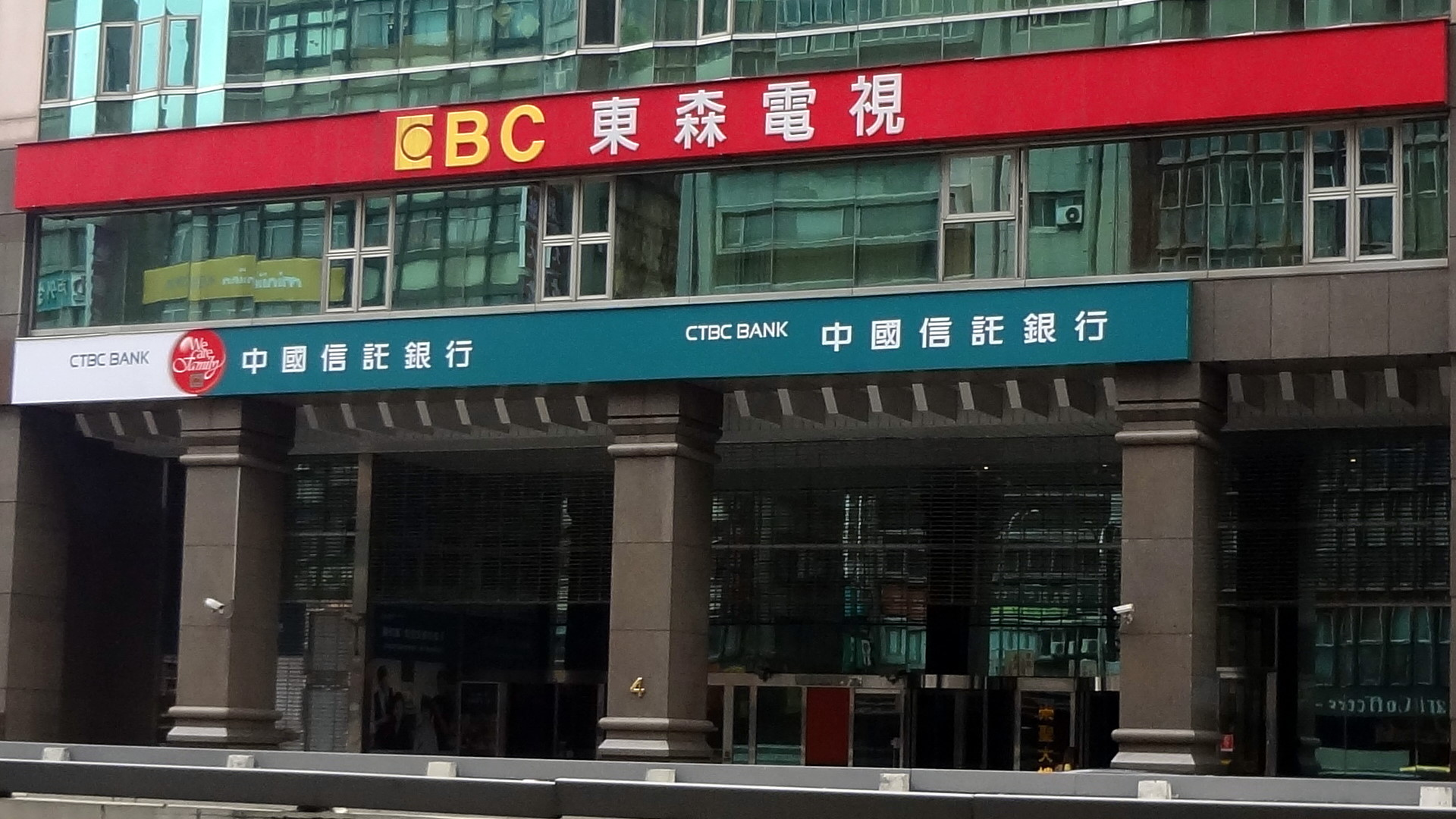
東森電視總部位於崇聖大樓

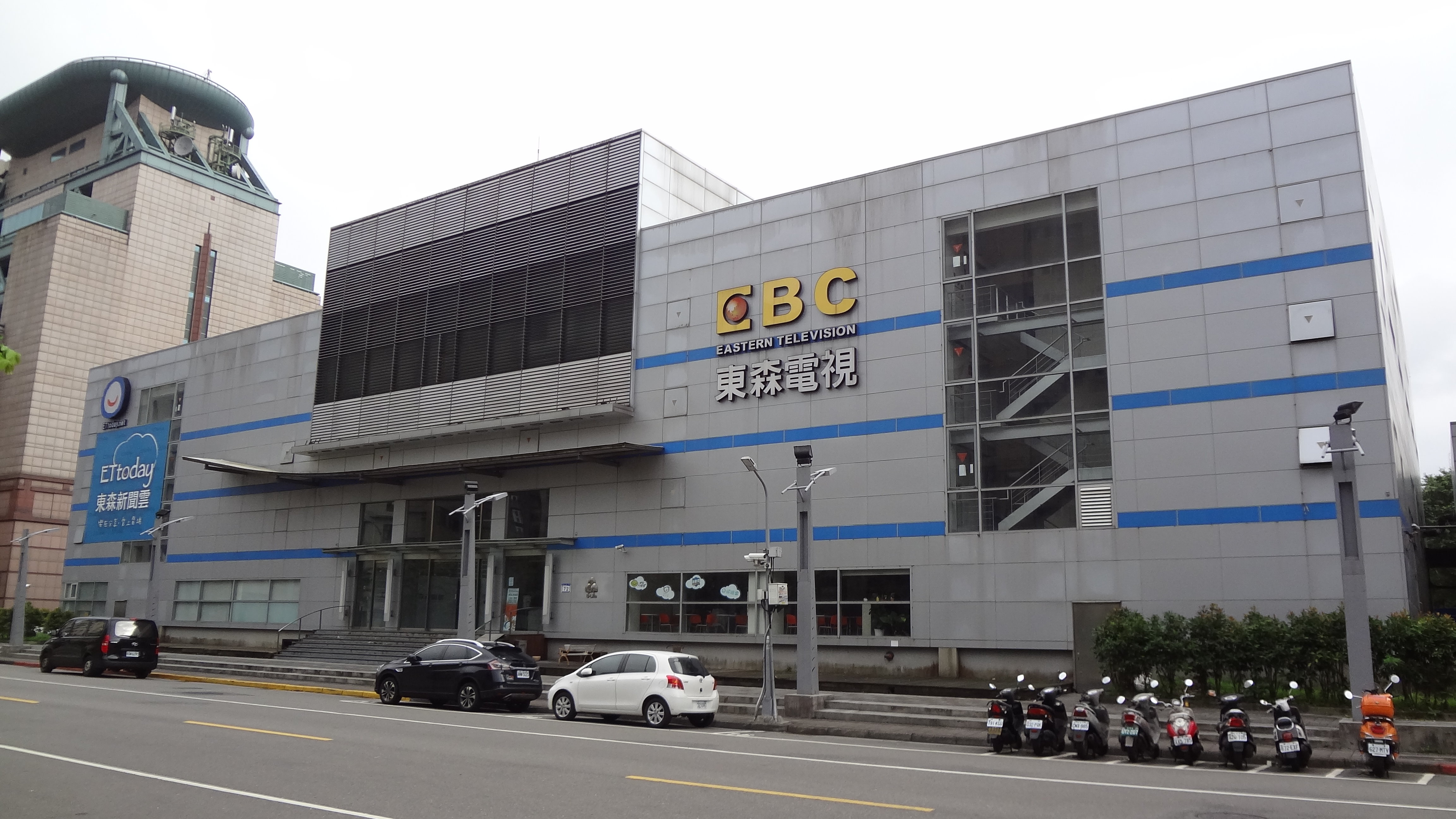
原東森電視南港攝影棚，原森森百貨總部，現与东森新闻云南港办公区为同栋，后东森电视摄影棚搬迁至南港路二段17号亚洲卫星电视总部。

1991年4月，力霸企業集團第二代王令麟與有線電視系統業者合資創辦友聯全線傳播事業股份有限公司，簡稱友聯全線、UAC，專門供應合法版權的錄影帶給有線電視系統業者。1993年6月，友聯全線更名為力霸友聯全線傳播事業股份有限公司，簡稱力霸友聯全線，旗下設立「翡翠國片頻道」、「星鑽洋片頻道」、「水晶卡通頻道」等有線電視頻道。1995年8月，力霸友聯全線跨足衛星電視頻道經營，成立力霸友聯U1電影台、力霸友聯U2綜合台，U2新聞節目總稱定為「U2新聞」（U2 NEWS）。
1996年，力霸友聯全線成立力霸友聯U3台，轉播中華職籃賽事及播映其他體育節目，也播映少部分電視動畫（《洛克人》等）。同年5月，力霸友聯全線成立新聞部，增資新台幣2億元，資本額增為新台幣5億元；U2新聞節目統一品牌定為「U2新聞」（U2 NEWS）。同年6月27日，力霸友聯全線舉辦「U2新聞開播酒會」，行政院院長連戰親臨酒會。之後，力霸友聯全線成立頻道家族「友聯衛星電視台」（UTV），U1改名為「UTV電影台」，U2改名為「UTV綜合台」，U3改名為「UTV體育台」，U2新聞改名為「友聯新聞」（UTV NEWS）；不久，UTV體育台改名為「UTV育樂台」。
1997年9月1日，由於力霸集團創辦人王又曾反對擴大力霸友聯全線發展、同時不准力霸友聯全線使用「力霸」名稱，力霸友聯全線更名為東森傳播事業股份有限公司；友聯衛星電視台同時改名為「東森電視台」（Eastern TV），簡稱「東視」、「ET」，並逐步拓展電影、戲劇、綜藝、幼教等節目領域；同時，UTV電影台改名為「東視電影台」，UTV綜合台改名為「東視綜合台」，UTV育樂台改名為「東視育樂台」，友聯新聞改名為「東視新聞」（ET NEWS）。東森另成立「東森媒體事業群」（Eastern Media Team）。東森結合台北市八家有線電視系統業者（陽明山有線電視、新幹線有線電視、金頻道有線電視、大安文山有線電視、眾樂有線電視、今文山有線電視、新台北有線電視、富視有線電視）組成「新台北邁視歐傳播股份有限公司」，開播台北市專屬有線電視頻道「台北電視台」（台北TV）。同年，滾石唱片與東森電視合作，「滾石音樂台」（ROCK TV）開播，於同年第4季停播。
1998年1月，王令麟推動東森電視與CNBC亞洲台合作成立「東視新聞台」，簡稱「ET-CNBC」，每天直播CNBC亞洲台節目6小時；另外，東森電視成立「東視卡通台」。1998年5月，東視新聞台轉型，廢除「ET-CNBC」一名。這一年，黑松公司與東視新聞合拍黑松沙士電視廣告「搶新聞篇」，請來何潤東飾演東視新聞攝影記者。
1998年7月6日，東森電視簡稱改為「東森」、「ETTV」，改用ETTV商標，原本以「東視」為名的頻道全部改為以「東森」為名，東視新聞改名為「東森新聞」（ETTV NEWS）；而東森卡通台後來改名為「東森幼幼台」。同時，東森電視另外成立子頻道家族「中都衛星電視台」（數年後併回東森電視），簡稱「中都」，旗下設有「中都電影台」、「中都戲劇台」與「中都卡通台」。
1999年12月31日，中華電視公司（華視）與東森媒體集團簽訂策略聯盟合作意向書，全面展開節目製作、場棚出租與寬頻網路合作。2000年代初，東森電視全銜改為東森華榮傳播事業股份有限公司，並投資南台灣第一大報紙民眾日報。
2000年，開麗創意組合與電視節目製作人王鈞及東森電視合作成立「東岳傳播股份有限公司」（Eastern Power Production），總部地址與王鈞創辦的全能製作公司相同。同年4月2日，華視以一年租金新台幣三千五百萬元，把該公司閒置多年的攝影大樓租給東森電視；5月15日，新聞網站東森新聞報（ETtoday.com）開站；8月東森新聞台進駐美國有線電視新聞網（CNN）。10月，東森新聞S台開播。
2001年7月，東森與快樂廣播電台策略聯盟，創辦廣播聯播網東森廣播網（ETFM聯播網，即現在的快樂聯播網），東森成為台灣四合一（電視、報紙、網站、廣播）的媒體集團。9月，東森電視宣布與開麗創意組合結束合作關係，並裁撤東岳傳播。2002年1月，東森成立海外事業委員會，進軍華文媒體市場。同年9月，東森合併超級電視台。
2003年3月，東森華榮傳播取得美國世華電視網經營權，世華電視網改名為東森美洲電視公司（ETTV America Corp.）。同年4月29日，東森華榮傳播於香港設立之森鼎國際媒體有限公司（Mostrend Limited）改名為東森亞洲衛視有限公司（Eastern Broadcasting Asia Co., Limited）；9月，東森美洲衛視開台。
2005年8月23日，東森電視接手經營原住民電視台（今原住民族電視台）。2005年9月23日，行政院新聞局審核通過東森電視代理越南國家電視台國際頻道（VTV4）。2006年，凱雷集團併購東森電視，東森華榮傳播全銜改為東森電視事業股份有限公司。
2014年10月21日，東森電視總經理陳繼業退休，前雅虎印度及東南亞董事總經理張憶芬接任東森電視總經理。2015年3月30日，東森電視以新臺幣3000萬元成立新媒體子公司「東森噪咖股份有限公司」（EBCbuzz）；同年6月至10月間，東森電視砸下行銷費用新台幣750萬元在Facebook，四個粉絲專頁合併增加300萬粉絲，但董事會依然看不到實質效益。2016年5月23日東森噪咖解散，同年5月26日東森電視董事會批准張憶芬以家庭因素辭職，東森電視董事黃俊彥代理總經理。
2016年6月4日，張憶芬在Facebook發文表示，東森電視2016年整體線上營收預估達到新臺幣1.3億元，預計2017年、最晚3個月內損益兩平，而且確定2017年就能開始盈利；東森噪咖解散、被東森電視合併，並非東森電視放棄新媒體，而是讓東森電視成為「多棲的影音平台公司」。同日，東森電視發布聲明稿表示，張憶芬確實因家庭因素請辭東森電視總經理，東森噪咖已在同年4月15日併回東森電視，合併之主要目的為發揮整合運用之綜效。
2015年，東森電視建立電視劇品牌「東森創作」，投入大量資本製作電視劇，宣傳口號「遇見最真的自己」；同年年底，東森電視英文簡稱ETTV改為EBC。2016年8月初，擁有東森電視23.1%股份的東森國際總裁王令麟發出聲明，針對東森電視經營權，除東森國際原本持有之股票外，他正在籌組台灣在地之新團隊，買回凱雷集團持有之東森電視六成股票。
2016年10月14日，台灣數位光訊科技宣布，董事會決議透過100%持股子公司鑫隆多媒體，購買凱雷集團旗下投資公司（偉齊股份有限公司、杰軒股份有限公司）100%股權，暨購買部分東森電視員工股權，以間接持有東森電視65%股權；但東森國際董事長廖尚文質疑，凱雷把東森電視股權賣給台數科，涉嫌違反凱雷與東森國際簽訂的股權優先購買權條款。
2017年3月1日，公平交易委員會委員會議決議，有條件批准台數科收購東森電視，附加兩項負擔不禁止其結合，以確保整體經濟利益大於限制競爭之不利益。兩天後，國家通訊傳播委員會（NCC）召開台數科收購東森電視案聽證會，廖尚文以本案尚在訴訟階段、本案涉及黨政軍退出媒體條款、本案涉及媒體壟斷、台數科高財務槓桿操作與台數科經營成人頻道為由，反對台數科收購東森電視，呼籲NCC停止審查本案。2017年3月22日，公民反媒體壟斷聯盟刊登報紙廣告質疑，臺中市市長林佳龍涉嫌向NCC關說，支持台數科收購東森電視，涉嫌意圖掌控媒體；林佳龍與臺中市政府新聞局局長卓冠廷駁斥此說，揚言提告。2017年5月31日，NCC第750次委員會議否決本案。2017年8月22日，經濟部投資審議委員會（投審會）裁定駁回本案，台數科發布新聞稿表示尊重投審會之裁定。
2017年11月2日，東森國際董事會通過處分東森電視股權案，茂德機構旗下投資公司茂德國際將以新台幣37.78億元買下東森國際持有的東森電視21.32%股權，處分利益約新台幣30.64億元；茂德國際同步收購凱雷持有的東森電視62%股權、東森電視員工持股、以及王令麟持有的東森電視股權，總計以新台幣177億元左右買下東森電視100%股權。
2018年1月31日，NCC第786次委員會議決議，同意茂德國際收購東森電視65%股權。但2018年2月9日《匯流新聞網》指出，茂德機構總裁張高祥入主東森電視，促成此交易案的人是前陳水扁政府官員林文淵，林文淵曾在2014年接任東森整合行銷董事長，東森國際為東森整合行銷之母公司，可見林文淵與王令麟交情深厚與關係匪淺。
2020年12月31日，東森電視首次播出2021臺北最High新年城跨年晚會（必應創造合作）。
2021年7月19日，東森電視發表聲明，東森國際於2017年11月將所持有之東森電視股權全部售予茂德國際，全面退出東森電視經營；東森國際及其關係企業，概與東森電視及東森新聞沒有任何關係。
2021年7月23日－2021年8月8日，東森電視部分頻道（綜合台、超視、新聞台、財經新聞台）取得東京奧林匹克、帕拉林匹克競技大會組織委員會授權，轉播2020東京奥運部分賽事，並有標語「東奧看東森，I Will Show You」。
2022年12月，东森电视新媒体平台“东森噪咖”（EBCbuzz）正式更名为“CAVA”，随后于2024年5月更名为“造咖”。

## 東森媒體平台總覽及旗下電視頻道

### 台灣衛星電視事業
| 開播時間 | 頻道名稱       | 播送畫質 | 播出平台 | 備註 |
| --- | -------------- | -------- | --- | --- |
| 1995年8月 | 東森電影台     | HD       | 有線電視第62頻道 · 南國有線電視69頻道 | 原名力霸友聯U1電影台 1997年9月更為現名 |
| 1995年8月 | 東森綜合台     | HD       | 臺灣有線電視32頻道 · 臺灣南國有線電視33頻道 · Youtube線上直播 | 原名力霸友聯U2綜合台 1997年9月更為現名 |
| 1995年10月10日 | 東森超視       | HD       | 臺灣有線電視33頻道 · 臺灣大豐有線電視79頻道 · 臺灣名城有線電視（金門）34頻道 · 臺灣世新有線電視34頻道 · 臺灣三大有線電視31頻道 · YouTube東森超視線上直播 · YouTube東森美洲電視線上直播 | 原名超級電視台 2011年1月改由東森電視接手 2015年11月10日更為現名 |
| 1997年9月 | 東森新聞台     | HD       | 臺灣有線電視51頻道 · 臺灣四季線上影視51頻道 | 原名東視新聞台 |
| 1998年1月1日 | 東森幼幼台     | HD       | 臺灣有線電視25頻道 · YouTube線上直播 | 原名東森卡通台，又稱YOYO TV |
| 1998年1月 | 東森洋片台     | HD       | 臺灣有線電視66頻道 · 臺灣南國有線電視62頻道 · 臺灣大揚有線電視69頻道 · 中國大陸部分地區有線電視                                                                                        | 原名中都電影台 2000年5月5日更為現名 |
| 1999年8月1日 | 東森財經新聞台 | HD       | 臺灣有線電視57頻道 · 臺灣大揚有線電視104頻道 · YouTube線上直播 · 臺灣四季線上影視56頻道                                                                                                | 原名東森新聞S台 2005年8月3日因為腳尾飯事件被行政院新聞局勒令停播 2006年7月19日由國家通訊傳播委員會核准復播 2007年7月14日更名為ETtoday財經生活台 2008年12月15日更為現名 |
| 2003年1月1日 | 東森戲劇台     | HD       | 臺灣有線電視40頻道 · 臺灣三大有線電視80頻道 · YouTube線上直播 | 原名中都卡通台、東森育樂台、東森 Young TV、ET Jacky、中都戲劇台 2003年與中都戲劇台合併                                                                                 |
| 台灣以上8個衛星電視頻道，除通過各地有線電視系統播出外，並藉由亞太2R衛星和146馬步海的C-sky-net和亞太5號衛星的D-sky直播系統向大中華地區播放。 |                |          | | |

### 東森美洲衛視公司
| 頻道名稱       | 播出平台                                         |
| -------------- | ------------------------------------------------ |
| 東森美洲新聞台 | 美國Dish Network、東森中南美洲、精宇衛星平台播出 |
| 東森美洲衛視   | 美國Dish Network、東森中南美洲平台播出           |
| 東森美洲中國台 | 美國Dish Network平台播出                         |
| 東森美洲戲劇台 | 美國Dish Network平台播出                         |
| 東森美東台     | 美國Comcast有線網播出                            |
| 東森美洲幼幼台 | 美國Dish Network平台播出                         |
| 東森超級台     | 美國Comcast有線網播出                            |

### 鼎森國際公司
| 開播時間  | 頻道名稱       | 播出平台 |
| --------- | -------------- | --- |
| 2002年9月 | 東森亞洲衛視   | - 香港有線電視331頻道、now寬頻電視162頻道 - 澳門有線電視22頻道 - Singtel TV 521頻道 - Unifi TV 237频道 (2025年8月1日开播) - Skynindo 15頻道 - 其他地區：透過指定衛星網絡收看 |
| 2005年1月 | 東森亞洲新聞台 | - 香港有線電視114頻道 - 澳門有線電視371頻道 - Singtel TV 561頻道 - Skynindo 16頻道 - 其他地區：透過指定衛星網絡收看                                                          |
| 2002年    | 東森亞洲幼幼台 | - 香港有線電視502頻道 - 澳門有線電視67頻道 - Unifi TV TBA频道 (即將來臨) - Skynindo 3頻道 - 其他地區：透過指定衛星網絡收看                                                   |

### 品牌延伸

#### 東森YOYO幼兒園[註 2]
華人世界最大幼兒教育連鎖品牌

#### 萌學園幼兒園
打造2~12歲教育王國

#### 東森創作
2015年，東森電視為挑戰自我與重新聚焦，建立「東森創作」新品牌，除投入大量資本製作MIT戲劇，並拋磚引玉，以良性競爭促成台灣戲劇製作的新紀元，喚起台灣創作力的振翅高飛。
東森創作藉由「遇見最真的自己」的概念與訴求－real life, quality, inspiration ，期待以貼近真實並帶著溫度與厚度的戲劇故事，帶給觀眾更多的共鳴體驗與感動，觀戲的同時，也希望能帶給觀眾對自我的反思與鼓舞向前的力量。
我們相信觀眾值得更好的作品，也要讓屬於台灣的人文美好能夠被看見。

#### 商品事業
自營商品、理國外知名卡通品牌商品

## 東森電視工會
2015年4月29日，東森電視事業股份有限公司企業工會成立，首任理事長黃逸民，首任秘書長廖啟光。

## 民意調查
- 在蓋洛普公司針對「台灣企業公益形象」調查顯示，東森集團在「對社會公益活動貢獻良多的企業」項目，高居榜首。
- Yahoo!奇摩民調中心所作的「理想媒體大調查」，在電視的部分，東森是網友收看頻率最高的電視媒體。

## 獲獎

### Google2019年度飛躍大獎
| 年份   | 獲提名           | 獎項                   | 結果 |
| ------ | ---------------- | ---------------------- | ---- |
| 2019年 | 東森電視數位媒體 | Google2019年度飛躍大獎 | 獲獎 |

## 東森電視公益活動
- 玉山登頂 東森傳愛[40]
- 東森傳愛 聽見愛的聲音[41]
- 東森傳愛 熱血澎湃[42]
- 東森傳愛 慢飛天使助飛計畫[43]
- 東森愛公益 關愛之家[44]
- 東森傳愛 雲林偏鄉慢飛天使助飛計畫『孩子別怕，我們幫你一起飛』[45]
- 幼幼慈善基金會、東森電視、愛山林「Good Day 有愛大聲唱」公益演唱會[46]

## 外部連結
- 東森電視官方網站 （页面存档备份，存于）
- 東森新聞 - 新聞在哪裡 東森就在哪裡官方網站
- 東森財經新聞官方網站
- 東森幼幼官方網站
- 東森綜合官方網站
- 東森戲劇官方網站
- 東森超視官方網站
- 東森洋片官方網站
- 東森電影官方網站
- 東森美洲電視 ETTV America官方網站
- 東森創作官方網站
- CaVa｜最懂如何美好生活的流行媒體官方網站
- 東森YOYO幼兒園 - 華人最大規模連鎖幼兒園官方網站
- 男言之癮 - 男人一看上癮官方網站
- 好吃好玩好康官方網站
- 東森電視 YouTube頻道官方網站
- 財團法人幼幼社會福利慈善基金會官方網站 （页面存档备份，存于）
  - 公告臺灣臺北地方法院109年度法登財字第12號財團法人幼幼社會福利慈善基金會設立登記 （页面存档备份，存于）.司法院全球資訊網.2020-07-29
  - 幼幼慈善基金會的Facebook專頁
  - YouTube上的【幼幼基金會】東森新聞播放列表.東森新聞 CH51
- 台灣公司資料 （页面存档备份，存于）